# 吉田清風 (海軍軍人)
吉田 清風（よしだ きよかぜ、1871年6月22日（明治4年5月5日） - 1950年（昭和25年）4月9日）は、日本の海軍軍人。最終階級は海軍中将。

## 経歴
鹿児島県出身。吉田清貫、トモ夫妻の長男として生まれる。1891年7月17日、海軍兵学校（18期）を卒業し、1894年4月18日、海軍少尉任官。
日清戦争では運送船監督（近江丸等乗組）として出征した。1895年2月、八重山航海士となり、以後、竹敷要港部第二水雷敷設隊分隊長、橋立水雷長兼分隊長、金剛航海長、砲術練習所教官兼分隊長、磐手回航委員（イギリス出張）、同分隊長、竹敷要港部第三水雷艇隊艇長などを歴任し、1902年7月、海軍大学校（将校科甲種第4期）に入学したが、1903年12月に中退し第三艦隊参謀に発令され日露戦争に出征した。
1905年12月、海軍大学校に復学し、1906年7月、同校を卒業して同校教官兼副官に就任。以後、敷島副長、第二艦隊参謀、鞍馬副長兼横須賀海軍工廠艤装員を経て、1911年12月、海軍大佐に昇進し音羽艦長に就任。その後、第二艦隊参謀長、軍令部参謀兼臨時建築部部員・航空術研究委員長などを務め、1916年12月、海軍少将に進んだ。軍令部参謀兼臨時建築部部員、軍令部出仕、横須賀海軍航空隊司令、第二遣外艦隊司令官などを経て、1920年12月1日、海軍中将に昇進し、海軍将官会議議員、馬公要港部司令官を務め、1921年12月26日待命、1922年12月26日休職、1923年3月31日予備役、1933年5月5日後備役を経て、1938年5月5日に退役した。
1947年（昭和22年）11月28日、公職追放仮指定を受けた。

## 栄典
位階
- 1894年（明治27年）5月11日 - 正八位[7]
- 1898年（明治31年）3月21日 - 正七位[8]
- 1903年（明治36年）5月20日 - 従六位[9]
- 1906年（明治39年）11月30日 - 正六位[10]
- 1911年（明治44年）12月20日 - 従五位[11]
- 1916年（大正5年）12月28日 - 正五位[12]
- 1920年（大正9年）12月20日 - 従四位[13]
- 1923年（大正12年）4月30日 - 正四位[14]

勲章
- 1895年（明治28年）11月18日 - 勲六等単光旭日章[15]・明治二十七八年従軍記章[16]
- 1905年（明治38年）5月30日 - 勲四等瑞宝章[17]
- 1906年（明治39年）4月1日 - 功四級金鵄勲章・旭日小綬章・明治三十七八年従軍記章[18]
- 1912年（明治45年）5月24日 - 勲三等瑞宝章[19]
- 1915年（大正4年）11月7日 - 功三級金鵄勲章・旭日中綬章・大正三四年従軍記章[20]
- 1920年（大正9年）3月29日 - 勲二等瑞宝章[21]
- 1920年（大正9年）11月1日 - 旭日重光章[22]
- 1940年（昭和15年）8月15日 - 紀元二千六百年祝典記念章[23]